# Huang Sue-Ying
Huang Sue-ying, née le 12 avril 1951, est une activiste et femme politique taïwanaise, membre du Yuan législatif entre 2005 et 2012.

## Éducation
Huang obtint une licence de biologie au sein de la Fu Jen Catholic University avant d’entamer un master en Sciences animales auprès de l’Université de la Colombie Britannique.

## Carrière
Huang est la fondatrice et dirigeante de la Taiwan Women’s Link, une organisation dédiée aux droits des femmes,. Elle est élue à la proportionnelle au Yuan législatif en 2004 comme membre du parti démocrate progressiste. Durant son mandat, Huang proposa un amendement de la loi sur la santé génétique introduisant un fonds d’assurance pour couvrir les coûts des pratiques d’avortement. Elle aide également à la rédaction d’une loi anti-discrimination,. En 2010, elle co-parraine la loi sur l’allaitement dans les lieux publics qui est adoptée en novembre de la même année,. L’année suivante, Huang proposa de modifier la loi sur le maintien de l’ordre social afin de punir les clients des travailleurs et travailleuses du sexe et non les travailleurs et travailleuses eux-mêmes,. L’amendement est finalement rejeté en novembre 2011. Elle supporta également la réforme des normes du travail visant à réduire les risques de surcharge de travail dans les domaines de la sécurité et de la santé,. Elle se présenta à nouveau aux élections en 2012 pour un troisième mandat, en étant toujours affiliée au parti démocratique progressiste, sans succès. Elle reprit son poste auprès de la Taïwan Women’s Link et rejoignit la National Health Insurance Civilian Surveillance Alliance,.
Au cours de son mandat, la Citizen’s Congress Watch la qualifia de législatrice suprême,,,. Elle était aussi sujette aux attaques sur son physique de la part de ses collègues législateurs,.

## Positions politiques
En août 2003, elle s’exprima en faveur de la mise en place d’une garderie après les heures d’école, voulu par le Ministère de l’Éducation. En 2004, elle s’opposa à la reclassification des pilules contraceptives en médicaments disponibles en libre-service estimant que cela réduirait l’utilisation du préservatif. Elle s’efforça à rendre l’accès à l’avortement plus simple en abaissant la limite d’âge minimal de 20 à 18 ans lorsque l’opération pouvait être légalement envisagée.
En tant que législatrice, Huang poursuivit son intérêt pour le domaine médical ,,, critiquant régulièrement le département de Santé qui souhaitait assouplir les restrictions sur l’importation de bœuf américain et commercialiser des médicaments aux effets secondaires graves,. Elle travailla à faire respecter les réglementations en matière de vie privée au sein des familles et a distribué des subventions jusque-là réservées aux couples mariés pour les mères célibataires.
Après son mandat au sein du Yuan législatif, Huang attira l’attention sur les hôpitaux en sous-effectif et souhaita des excuses de la part du Japon à propos de l’utilisation des femmes de réconfort durant la Seconde Guerre mondiale,,. Huang a critiqué l’ajout de primes supplémentaires à l’assurance maladie. Elle considère que le programme de certification volontaire destiné aux établissements de médecine esthétique est inefficace,. Huang est fermement opposée aux techniques de procréation médicalement assistée, notamment de la gestation pour autrui qualifiant cette pratique de « méconnaître les risques et les droits d’autrui pour justifier les besoins des autres ». Elle a également commenté l’inégalité économique du processus en déclarant que « le corps d’une femme n’est ni une marchandise ni un outil. Nous nous opposons au fait que les riches exploitent de pauvres femmes en les achetant comme des mères de substitution ».